# Hugh Laurie

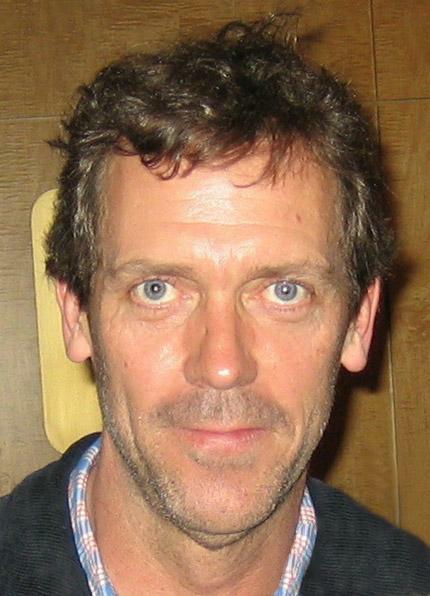
Hugh Laurie (2005)

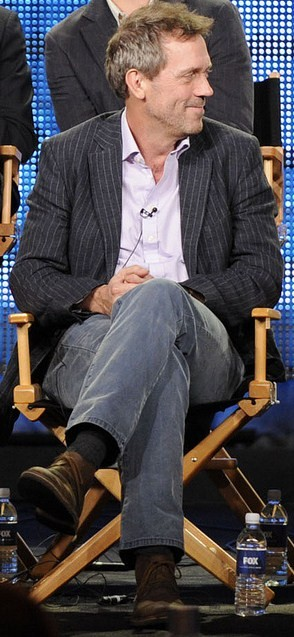
Hugh Laurie

James Hugh Calum Laurie (ur. 11 czerwca 1959 w Oksfordzie) – brytyjski aktor, scenarzysta filmowy, pisarz i muzyk.

## Życiorys
Hugh Laurie myślał o zawodzie lekarza, lecz po ukończeniu Dragon School w Oksfordzie zamiast medycyny wybrał archeologię i antropologię na ekskluzywnych uczelniach Eton College i University of Cambridge. Podczas studiów trenował wioślarstwo, brał m.in. udział w tradycyjnych regatach ósemek (The Boat Race) uczelni Oxford i Cambridge. W 1977 zajął czwarte miejsce w mistrzostwach świata juniorów w dwójce ze sternikiem. Jest członkiem Leander Club, jednego z najstarszych klubów wioślarskich na świecie. Jego ojciec był niegdyś prezesem tego klubu.
Podczas nauki na University of Cambridge odkrył swój talent do aktorstwa i spotkał pierwszą dziewczynę, Emmę Thompson, z którą w 1978 występował w słynnej grupie Footlights, gdzie poznał m.in. Stephena Frya.
Po raz pierwszy zagrał przed kamerami w filmie krótkometrażowym Więc kto ci to sprzedał? (Who Sold You This, Then?, 1975) u boku Johna Cleese’a. Dziesięć lat później zadebiutował na dużym ekranie w dramacie Obfitość (Plenty, 1985) z Meryl Streep, Charlesem Dance’em, Stingiem, Johnem Gielgudem, Ianem McKellenem i Samem Neillem. Pierwszym przełomowym momentem w jego karierze był występ w sitcomie BBC Czarna Żmija II (Blackadder II, 1986) jako książę Ludwig i Simon Partridge. W serii trzeciej, Czarna Żmija Trzy (Blackadder the Third, 1987), wcielał się w postać głupkowatego księcia regenta, którego lokajem był tytułowy bohater (Rowan Atkinson), a następnie w czwartej i ostatniej odsłonie, Czarna Żmija 4 (Blackadder Goes Forth, 1989), był arystokratą, który dość przypadkowo znalazł się na froncie I wojny światowej.
Wspólnie ze Stephenem Fry'em zrealizował dwa cieszące się powodzeniem seriale komediowe – kostiumowy w stacji ITV1 pt. Jeeves i Wooster (Jeeves and Wooster, 1990–1993), w którym wystąpił jako Bertie Wooster, i będący luźną wiązanką ich skeczy Kawałek Frya i Lauriego (A Bit of Fry and Laurie, 1987–1995) w stacji BBC.
W latach 90. skupił się na udziale w produkcjach filmowych, pojawiając się w takich produkcjach, jak Rozważna i romantyczna, 101 dalmatyńczyków, Człowiek w żelaznej masce czy Stuart Malutki. W telewizji występował jedynie okazjonalnie, grając gościnnie w takich serialach, jak Przyjaciele, czy Tajniacy.
Jego powrót na mały ekran nastąpił w 2003, kiedy wygrał casting na tytułową rolę w nowym, wyprodukowanym przez amerykańską sieć Fox serialu obyczajowym Dr House. Na potrzeby tej produkcji opanował amerykański akcent, choć na co dzień posługuje się brytyjskim RP. Rola ta przyniosła mu dwa Złote Globy (2006, 2007) w kategorii Best Performance by an Actor in a Television Series – Drama.
Laurie jest także autorem bestsellerowej powieści Sprzedawca broni (The Gun Seller).
Z okazji jego 50. urodzin zorganizowano akcję charytatywną, z której cały dochód został przekazany fundacji „Save the Children”.

## Życie prywatne
Jest czwartym i najmłodszym dzieckiem pochodzącej ze Szkocji Patricii Laidlaw, która dla rodziny zrezygnowała z marzeń o karierze pisarskiej, oraz Williama George’a Ranalda Mundella „Rana” Lauriego, byłego wioślarza i olimpijczyka (w 1948 zdobył złoty medal olimpijski na igrzyskach olimpijskich w Londynie w dwójce bez sternika). Po zakończeniu kariery sportowej ojciec przez ponad trzydzieści lat pracował jako lekarz rodzinny.
16 czerwca 1989 poślubił w Camden Jo Green. Mają dwóch synów – Charlesa (ur. 1988) i Williama (ur. 1990) – oraz córkę Rebeccę (ur. 1993).
W 1997 przeżył załamanie nerwowe i kilka dni spędził na leczeniu. Przez kolejne dwa lata odwiedzał psychoterapeutę i zażywał antydepresanty.
Jego przyjacielem jest Robert Sean Leonard, wcielający się w rolę Jamesa Wilsona w serialu Dr House. Fakt bliskiej relacji aktorów wykorzystali scenarzyści, tworząc serial. W wywiadzie przyznał również, że ich więzi przypominają do złudzenia „pokręcone” relacje House’a z Wilsonem (także w tym przypadku autorzy scenariusza wzorowali się na rzeczywistości).
Laurie jest ateistą.

## Nagrody i odznaczenia
- maj 2007 – Oficer Orderu Imperium Brytyjskiego (OBE) za zasługi dla dramatu z rąk królowej Elżbiety II[4]
- 2005 – Saturn w kategorii „Najlepszy aktor w serialu dramatycznym” za serial Dr House
- 2006 – Saturn w kategorii „Najlepszy aktor w serialu dramatycznym” za serial Dr House
- 2006 – Złoty Glob w kategorii „Najlepszy aktor w serialu dramatycznym” za serial Dr House
- 2007 – Złoty Glob w kategorii „Najlepszy aktor w serialu dramatycznym” za serial Dr House
- 2007 – Amerykańska Gildia Aktorów filmowych wygrana w kategorii „Najlepszy aktor w serialu dramatycznym” za serial Dr House
- 2009 – Amerykańska Gildia Aktorów filmowych wygrana w kategorii „Najlepszy aktor w serialu dramatycznym” za serial Dr House
- listopad 2018 – Komandor Orderu Imperium Brytyjskiego (CBE) za zasługi dla dramatu z rąk księcia Karola[5]

## Muzyka

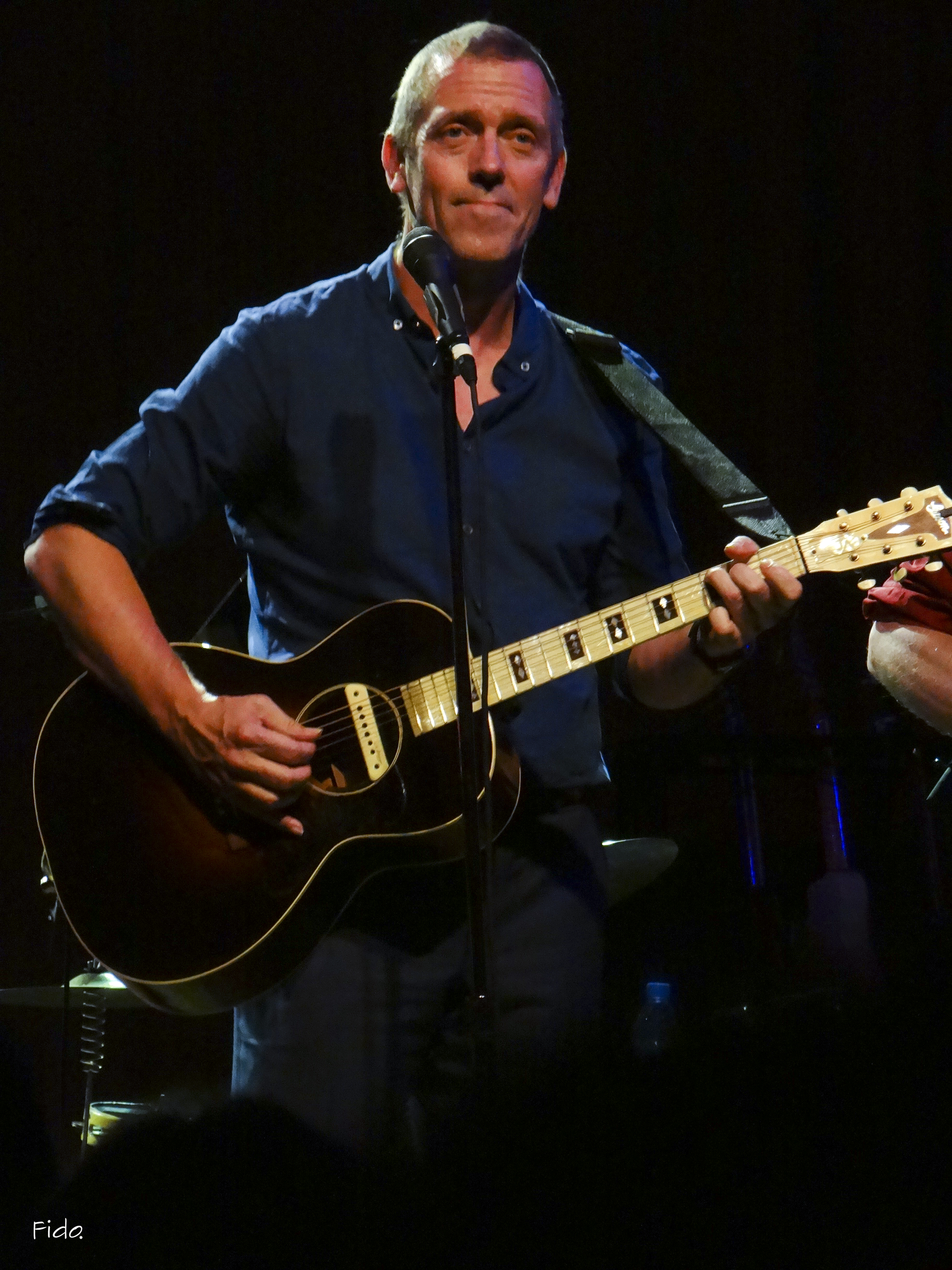
Hugh Laurie w El Rey Theatre

Laurie jest również utalentowany muzycznie, gra m.in. na pianinie, gitarze, perkusji, harmonijce i saksofonie. W 1986 wystąpił w teledysku Kate Bush do piosenki Experiment IV. W 1992 wystąpił razem z Johnem Malkovichem w teledysku do piosenki Annie Lennox Walking on Broken Glass. Jest piosenkarzem i gra na instrumentach klawiszowych, dając okazjonalne występy w charytatywnej grupie rockowej Band from TV.
9 maja 2011 miała miejsce premiera solowego bluesowego albumu Let Them Talk, który zawiera piętnaście utworów (siedemnaście w edycji limitowanej). Nagrania w Polsce uzyskały status podwójnej platynowej płyty.
Drugi album aktora, zatytułowany Didn’t It Rain, ukazał się 6 maja 2013. W ramach trasy koncertowej promującej ten album Hugh Laurie odwiedził także Polskę – 6 czerwca 2013 odbył się jego koncert w warszawskiej Sali Kongresowej. W 2014 artysta odwiedził ponownie Polskę, tym razem dając trzy koncerty: 27 i 28 lipca w Poznaniu oraz 29 lipca w Szczecinie.

## Książki
- Sprzedawca broni (The Gun Seller), 1996 (wyd. polskie 2008, ISBN 978-83-7414-419-3)
- The Paper Soldier (w planach; publikacja tej powieści miała nastąpić w 2009, lecz książka nie ukazała się dotychczas)

## Filmografia
- 1981 – Cambridge Footlights Revue
- 1983 – Alfresco
- 1983 – The Crystal Cube jako Max Belhaven
- 1984 – The Young Ones jako Lord Monty
- 1985 – Obfitość jako Michael
- 1985 – Happy Families jako Jim
- 1985 – Mrs. Capper’s Birrthday jako Bobby
- 1986–1989 – Czarna Żmija
- 1987 – Czarna Żmija: Nonszalanckie lata jako Okrągłogłowy
- 1987 – Nasz człowiek w parlamencie jako kelner
- 1987 – The Laughing Prisoner jako asystent
- 1988 – Opowieść wigilijna Czarnej Żmii jako George/Lord Pigmot
- 1989 – Bez zahamowań jako Colin
- 1989 – Hysteria 2 jako Bill Shakespeare
- 1989–1995 – A Bit of Fry and Laurie
- 1990–1993 – Jeeves and Wooster jako Bertie Wooster
- 1992 – Przyjaciele Petera jako Roger
- 1993 – Motylek na szpilce jako wujek
- 1993 – All or Nothing at All jako Leo Hopkins
- 1995 – Rozważna i romantyczna jako pan Palmer
- 1995 – The Adventure of Mole jako Ropuch
- 1996 – 101 dalmatyńczyków jako Jasper
- 1996 – Tracey bierze na tapetę… jako Timothy „Timmy” Bugge
- 1997 – Plac Lwów jako Steve Harris
- 1997 – Pożyczalscy jako Oficer Steady
- 1997 – Spice World jako Poirot
- 1998 – Przyjaciele jako mężczyzna w samolocie
- 1998 – The Bill jako Harrap
- 1998 – Człowiek w żelaznej masce jako doradca króla
- 1998 – Kuzynka Bette jako Baron Hector Hulot
- 1999 – Czarna Żmija: Tam i z powrotem jako George
- 1999 – Stuart Malutki jako Frederick Little
- 1999 – The Nearly Complete of Utter History of Everything jako francuski ambasador
- 2000 – Maybe Baby jako Sam Bell
- 2000 – Randall i duch Hopkirka jako doktor Lawyer
- 2001 – Historia Judy Garland jako Vincente Minnelli
- 2001 – Stroiciel fortepianów jako Charles
- 2001 – Chica de Rio jako Raymond
- 2001 – Second Star to the Left jako Królik Archie (głos)
- 2002 – Stuart Malutki 2 jako Frederick Little
- 2002 – Tajniacy jako Jools Siviter
- 2003 – Stuart Malutki jako Frederick Little (głos)
- 2003 – Fortysomething jako Paul Slippery
- 2003 – The Young Visiters jako Lord Bernard Clark
- 2004 – Fire Engine Fred
- 2004–2012 – Dr House jako Gregory House
- 2004 – Lot Feniksa jako Ian
- 2005 – Stuart Malutki 3: Trochę natury jako Frederick Little (głos)
- 2005 – Szeregowiec Dolot jako Gotfryd (głos)
- 2005 – The Big Empty jako lekarz
- 2008 – Królowie ulicy jako kapitan James Biggs
- 2009 – Potwory kontra Obcy jako dr Karaluch (głos)
- 2011 – Córka mojego kumpla (The Oranges) jako David Walling
- 2012 – Pan Pip jako Tom Watts
- 2015 – Kraina jutra jako David Nix
- 2015–2017, 2019 – Figurantka jako Tom James
- 2016 – Nocny recepcjonista jako Richard Onslow Roper
- 2016–2017 – Chance jako Eldon Chance[9]
- 2018 – Holmes i Watson jako Mycroft
- 2019 – Magiczny świat Davida Copperfielda (The Personal History of David Copperfield) jako pan Dick
- 2019 – Paragraf 22 jako major de Coverley
- 2020 – Avenue 5 jako Ryan Clark
- 2021 – Sposób na ducha (The Canterville Ghost)
- 2022 – Zadziwiający kot Maurycy jako Maurycy (głos)
- 2023 – Światło, którego nie widać jako Etienne LeBlanc
- 2024–2025 – Teheran jako Eric Peterson